# Nancy Mackay
Nancy Murrall-Mackay, kanadska atletinja, * 6. april 1922, Smethwick, Anglija, Združeno kraljestvo, † 4. januar 2024.
Nastopila je na olimpijskih igrah leta 1948, kjer je osvojila bronasto medaljo v štafeti 4x100 m. Šestkrat je postala kanadska državna prvakinja.